# Sindicato Único de Trabajadores de la Educación
El Sindicato Único de Trabajadores de la Educación (SUTE) fue la instancia sindical chilena que reunió a todos los sindicatos y asociaciones gremiales del profesorado y personal paradocente de la educación entre 1970 y 1973. Fue uno de los promotores de la Escuela Nacional Unificada (ENU) y fue disuelto tras el golpe militar de 1973 y reemplazado por el Colegio de Profesores de Chile en 1974.

## Historia
El SUTE fue creado a partir de la FEDECH (Federación de Educadores de Chile), confederación fundada en 1944 por los siguientes gremios docentes: la Unión de Profesores de Chile, la Sociedad Nacional de Profesores, Sociedad de Profesores de Escuelas Normales, la Asociación  de Profesores de la Enseñanza Industrial y Minera, Sociedad de Profesores Jubilados de la Instrucción Pública, la Asociación de Profesores de Escuelas Primarias de Adultos y la Sociedad de Profesores de Instrucción Primaria. En julio de 1970 estas organizaciones realizaron su Asamblea Constituyente y del 19 al 20 de diciembre de 1971 el SUTE tuvo su primer Congreso Nacional. Su vicepresidente Mario Astorga fue nombrado ministro de Educación en el primer gabinete del presidente Salvador Allende en 1970.
En las elecciones realizadas el 22 de diciembre de 1972, el SUTE quedó compuesto por 21 representantes de la Unidad Popular y 20 de la Confederación de la Democracia. Los resultados de la elección fueron los siguientes:
| Lista                      | Lista                                 | Lista                                     | Lista                      | Votos  | Porcentaje | Consejeros |
| -------------------------- | ------------------------------------- | ----------------------------------------- | -------------------------- | ------ | ---------- | ---------- |
|                            |                                       | A. Frente de Trabajadores Revolucionarios | FTR                        | 1461   | 1,99%      | 0          |
|                            |                                       | B. Unidad Popular                         | UP                         | 36 434 | 49,67%     | 21         |
|                            |                                       | Partido Radical de Chile                  | PR                         | 17 283 | 23,56%     |            |
|                            | Partido Socialista de Chile           | PS                                        | 11 888                     | 16,21% |            |            |
|                            | Partido Comunista de Chile            | PCCh                                      | 6175                       | 8,41%  |            |            |
|                            | Movimiento de Acción Popular Unitaria | MAPU                                      | 676                        | 0,92%  |            |            |
|                            | Izquierda Cristiana de Chile          | IC                                        | 412                        | 0,54%  |            |            |
|                            |                                       | C. Confederación de la Democracia         | CODE                       | 35 457 | 48,34%     | 20         |
|                            |                                       | Partido Demócrata Cristiano               | PDC                        | 28 114 | 38,32%     |            |
|                            | Partido Izquierda Radical             | PIR                                       | 3808                       | 5,19%  |            |            |
|                            | Partido Nacional                      | PN                                        | 3535                       | 4,81%  |            |            |
| Votos válidamente emitidos | Votos válidamente emitidos            | Votos válidamente emitidos                | Votos válidamente emitidos | 73 352 |            |            |
| Votos en blanco            | Votos en blanco                       | Votos en blanco                           | Votos en blanco            | 491    |            |            |
| Votos nulos                | Votos nulos                           | Votos nulos                               | Votos nulos                | 230    |            |            |
| Total de votos emitidos    | Total de votos emitidos               | Total de votos emitidos                   | Total de votos emitidos    | 74 073 |            |            |
| Fuente: La Nación.         |                                       |                                           |                            |        |            |            |